# Rudibert Götzenberger
Rudibert Götzenberger (Überlingen-Bodensee, República de Weimar, 1920) és un enginyer industrial. Cursa els seus estudis a l'Escola Tècnica de Stuttgart. Del 1951 al 1956 es trasllada a Barcelona i entra a treballar com a director tècnic de la companyia Pímer (Pequeñas Industrias Mecánico Eléctricas Reunidas), contractat per fer motors elèctrics en miniatura. La seva aportació va permetre a l'empresa d'alliberar-se de les llicències estrangeres, un factor important en aquesta època de penuria. Durant la seva estada a Industrias Pímer va dissenyar, juntament amb Gabriel Lluelles, el molinet de cafè Doméstico TD10 (1954) i el triturador Gigante (1959), caracteritzat per un disseny auster i senzill, per tal d'estalviar un màxim dels escassos recursos. El 1958 torna a Alemanya on continua la seva carrera dins de l'àmbit de l'enginyeria tècnica apartant-se del camp del disseny i dels electrodomèstics.